# Johann Carl Ludewig Gerhard
Johann Carl Ludewig Gerhard (* 23. Januar 1768 in Berlin; † 6. Juni 1835 ebenda) war ein preußischer Berghauptmann.

## Leben
Gerhard studierte an den Bergakademien Berlin, einer Gründung seines Vaters Carl Abraham Gerhard, und Freiberg. 1789 kam er als Assessor und Obereinfahrer an das Oberbergamt ins preußische Rothenburg und wurde 1792 vorzeitig zum Vize-Oberbergmeister und Bergrat befördert. Als Oberbergmeister bereiste er 1793 das schlesische Revier und 1801 die Sayn-Altenkirchner und westfälischen Bergreviere. Auf Grund seiner vorzüglichen Berichte und Verbesserungsvorschläge wurde er 1806 als Geheimer Oberbergrat zum Leiter des magdeburg-halberstädtischen Oberbergamts ernannt. 1806/07 richtete Gerhard die Bergverwaltung des neugegründeten Königreichs Westphalen ein. 1810 folgte er seinem Vater im Amt als preußischer Oberberghauptmann und Leiter des preußischen Berg-, Hütten- und Salinenwesens. In den Befreiungskriegen und in der folgenden Friedenszeit waren seine Leistungen im Berg-, Hütten- und Salinenwesen herausragend. Ihm ist in erster Linie die Entwicklung des Blei- und Kohlenbergbaues in Oberschlesien, des Siegener Eisenstein-Bergbaues und der dortigen Stahlherstellung sowie des Saarbrücker Kohlenbergbaues zu verdanken. Alle Zeitgenossen rühmen Gerhards bescheidene Zurückhaltung und sein liebenswürdiges Wesen.
Gerhards Tochter Luise heiratete den Geologen Heinrich von Dechen, seine andere Tochter Caroline den preußischen Berghauptmann Karl von Oeynhausen.

## Ehrungen
Seinen Namen tragen ein Steinkohlenflöz in Oberschlesien, ein Stollen sowie eine Brücke in Rüdersdorf. Zu Ehren Gerhards wurde die vereinigte Grube Bauernwald-Großwald, die nachmalige Grube Luisenthal, 1821 Grube Gerhard genannt. An Gerhards Vater Carl Abraham Gerhard erinnert seit 1998 eine Gedenktafel am Wohnhaus der Familie in Berlin-Mitte, Neue Grünstraße 27. Der elfachsige dreigeschossige Putzbau wurde 1790 von dem Architekten Carl Gotthard Langhans errichtet. Dort wohnte auch die Familie des Sohnes.